# Motorenwerk Chemnitz

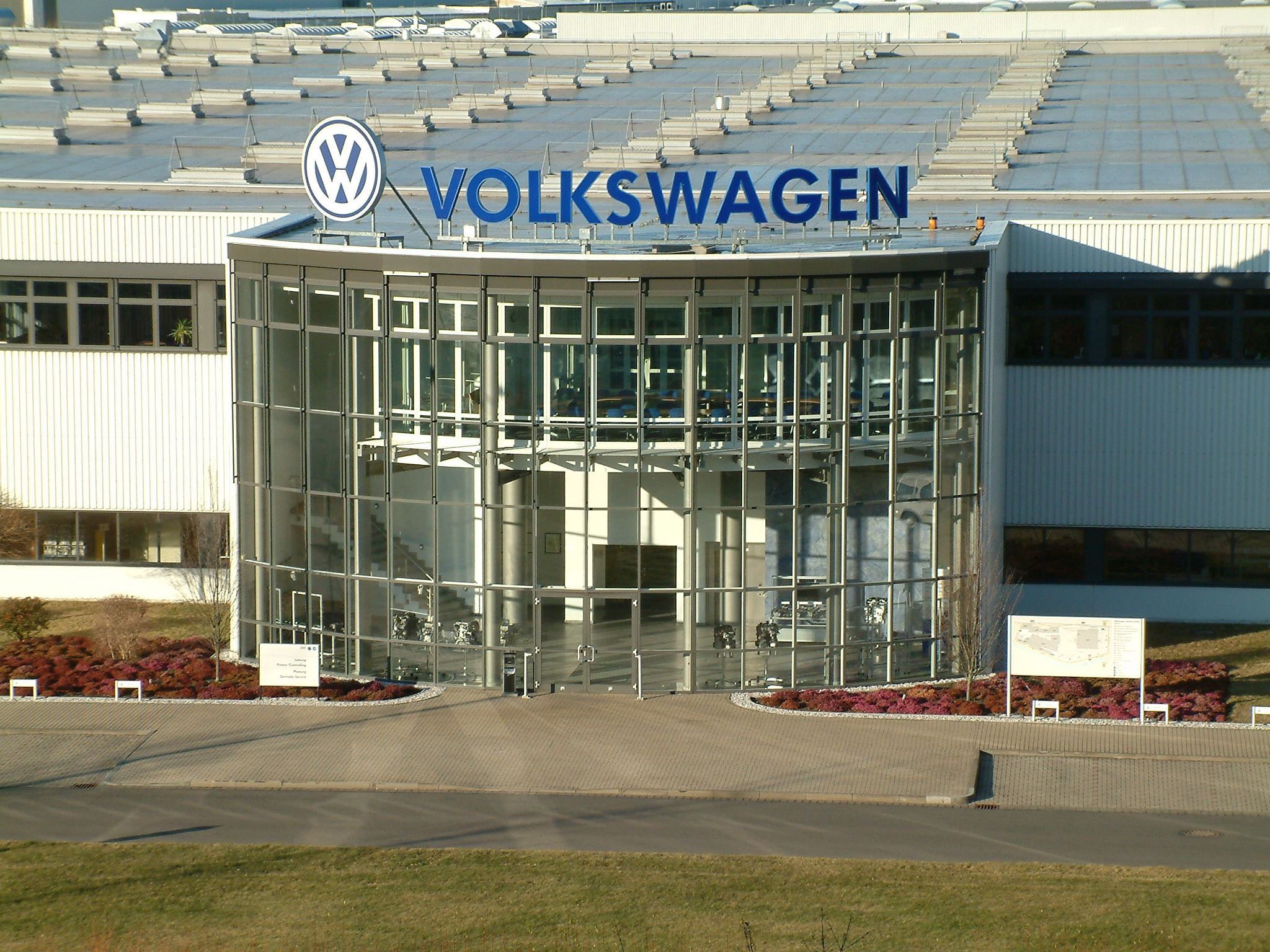
Frontseite der Halle 100

Das Motorenwerk Chemnitz ist ein Produktionsstandort der Volkswagen Sachsen GmbH. Weitere große Standorte sind das Fahrzeugwerk Zwickau und die Gläserne Manufaktur in Dresden. Im Jahr 2024 waren im Motorenwerk Chemnitz 1.800 Personen beschäftigt.
Es befindet sich mit einer Fläche von 213.000 m² auf dem ehemaligen Chemnitzer Gelände der früheren Auto Union AG, genau gegenüber deren erster eigener Firmenzentrale.
Das Chemnitzer Motorenwerk liefert Motoren in die Fahrzeugwerke sowie Komponenten in die Komponenten-Werke des Volkswagen-Konzerns. Das Produktionsportfolio umfasst moderne und sparsame aufgeladene Benzindirekteinspritzer (TSI-Motoren) sowie Motoren-Baugruppen wie Ausgleichswellen und integrierte Ventiltriebs-Module.
Seit 1988 wurden am Standort Chemnitz mehr als 20 Millionen Volkswagen Motoren produziert. Die Produktionszahl 2024 lag bei rund 720.000 Motoren. Perspektivisch wird der Standort auch in die Fertigung von Komponenten für die E-Mobilität einsteigen. Als erstes Produkt ist das Thermomanagement bereits bestätigt.
Die Geschichte des Werkes geht auf das VEB IFA-Kombinat Personenkraftwagen Karl-Marx-Stadt der DDR zurück. In den 1980er Jahren begann man hier mit der Lizenzproduktion der Viertaktmotoren VW EA111 für VW (unter anderem für den VW Polo) und für die Pkw-Modelle Wartburg 1.3 (ab 1988) und Trabant 1.1 (ab 1990). Nach der Einstellung der Fertigung dieser beiden Modelle im Jahr 1991 engagierte sich die Volkswagen AG und errichtete ein modernes Komponentenwerk, das heute in erster Linie die Werke in Zwickau (ehemals Mosel bei Zwickau) und Bratislava (Slowakei) bedient.